# جیمز گرانت
جیمز گرانت (انگلیسی: James Grant؛ 1720 – 13 april ۱۸۰۶ (۸۵−۸۶ سال)) نظامی و سیاست‌مدار اهل ایالات متحده آمریکا بود.